# Pancorius submontanus
Pancorius submontanus is een spinnensoort uit de familie springspinnen (Salticidae). De soort komt voor in India.